# 장마리 렌
장마리 렌(프랑스어: Jean-Marie Lehn, 1939년 9월 30일 ~ )은 프랑스의 화학자이다. 1987년 높은 선택성의 구조로 특이적인 상호 작용을 갖는 3차원적인 거대 고리 화합물을 얻어내는 업적을 남긴 공로로 도널드 J. 크램, 찰스 피더슨 박사와 함께 노벨 화학상을 수상했다.

## 학력
- 1956년~1960년: 스트라스부르 대학교 (학사)
- 1960년~1963년: 스트라스부르 대학교 (박사)

## 수상 경력
- 1987년 : 노벨 화학상
- 1997년 : 데비 메달